# Gare de Vaires - Torcy
Ne doit pas être confondue avec la gare de Torcy.
La gare de Vaires - Torcy est une gare ferroviaire française de la ligne de Paris-Est à Strasbourg-Ville, située sur le territoire de la commune de Vaires-sur-Marne, proche de Torcy, dans le département de Seine-et-Marne en région Île-de-France.
Mise en service en 1898 par la Compagnie des chemins de fer de l'Est, elle est dénommée Vaires - Torcy car, avant la mise en service du prolongement de la ligne A du RER en décembre 1980, elle était la seule gare desservant la commune limitrophe de Torcy située au sud.
C'est une gare de la Société nationale des chemins de fer français (SNCF) desservie par les trains de la ligne P du Transilien.

## Situation ferroviaire
Établie en tranchée à 42 mètres d'altitude, la gare de Vaires - Torcy est située au point kilométrique (PK) 22,483 de la ligne de Paris-Est à Strasbourg-Ville (ligne de Noisy-le-Sec à Strasbourg-Ville), entre les gares de Chelles - Gournay et de Lagny - Thorigny.
Le triage de Vaires se trouve peu avant la gare voyageurs, en venant de Paris.

## Histoire

### Une longue attente avant l'ouverture
La Compagnie du chemin de fer de Paris à Strasbourg met en service le tronçon de Paris à Meaux de sa ligne de Paris à Strasbourg le 5 juillet 1849. Dans le département de Seine-et-Marne, le tronçon dessert quatre gares : Chelles, Lagny, Esbly et Meaux ; il n'y a alors ni gare, ni halte, ni arrêt sur la commune de Vaires, située entre Chelles et Lagny. La municipalité a essayé de convaincre en invoquant les nuisances subies du fait des chantiers et l'existence de son port qui a servi pour le débarquement des matériaux. Mais la compagnie a refusé en indiquant que le potentiel de voyageurs n'était pas suffisant.

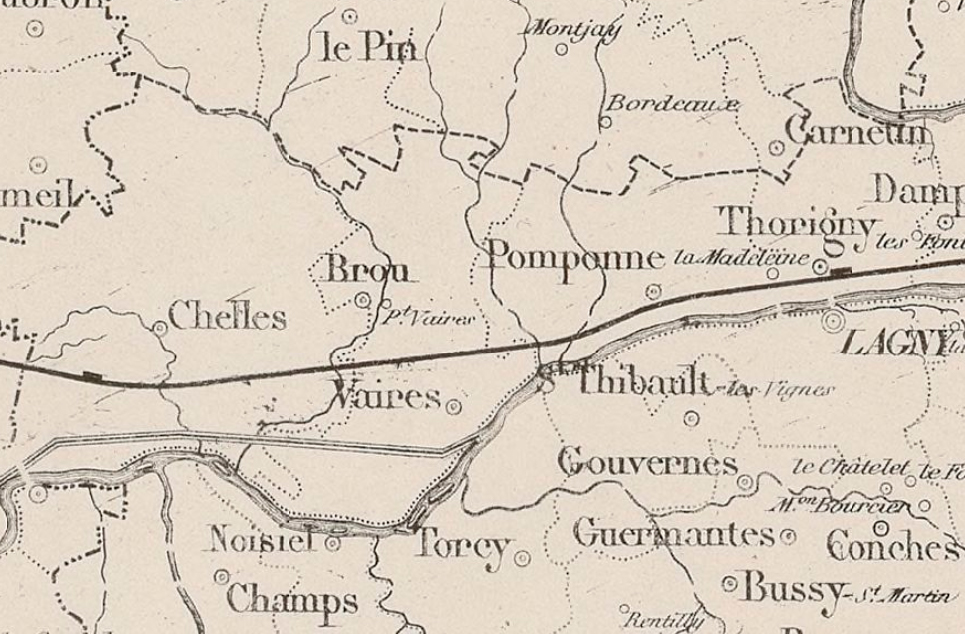
Carte de 1858, du tracé de la ligne entre les stations de Chelles et de Lagny, avec la situation des différentes communes.

Presque dix ans après les premiers passages de trains sur la commune, le conseil municipal lors de son assemblée du 6 mars 1859 réclame l'ouverture d'une gare sur son territoire à la Compagnie des chemins de fer de l'Est qui a repris la ligne. Les élus argumentent sur le fait qu'il ne faut pas voir que le peu d'importance de la population du village, mais qu'il faut prendre en compte le potentiel de voyageurs existant dans les communes voisines, lesquelles ont des communications difficiles avec Paris et une desserte omnibus peu satisfaisante pour les habitants, du fait de leur faible fréquence et de l'éloignement des stations qu'elles permettent de rejoindre. Ces communes sont, sur la rive droite de la Marne, Brou, Villevaudé, Le Pin et Pomponne, et, sur la rive gauche, Torcy, Collégien, Champs et Noisiel. La compagnie refuse, en invoquant notamment le fait que les voyageurs potentiels de la rive gauche ne pourraient pas accéder à la station car il n'y a pas de pont permettant la traversée de la Marne à cet endroit.
Au début des années 1860, la construction d'un barrage sur la Marne en 1862, puis la réalisation par l'État d'une passerelle en bois permettant le passage des piétons redonne de l'espoir aux communes. Les municipalités de Torcy, Vaires et Noisiel écrivent à la compagnie, mais celle-ci rejette ces demandes du fait qu'il ne s'agit que d'un passage pour des piétons inaccessible aux voituriers assurant les correspondances.
Le temps passe et il faut attendre les années 1880 pour qu'un évènement réactive le projet de création d'un pont sur la Marne. Il s'agit de la suppression du barrage par l'élévation du niveau de l'eau dans le canal de Chelles, mesure qui supprime l'utilité de la passerelle pour les services de la navigation et réactive le projet du pont. En 1887, la demande de sa suppression par les services de l'État entraîne une réaction de la municipalité de Torcy qui rappelle la demande faite il y a quelques années pour la construction d'un pont à cet endroit. Le coût de construction est évalué à 200 000 francs ; comme les communes ne peuvent contribuer que pour 40 000 francs, le projet est abandonné le 24 août. La passerelle n'est pas démolie du fait de l'insistance du préfet. En 1888, son mauvais état nécessite l'interdiction des passages en groupe, seule une personne à la fois pouvant l'emprunter ; en 1891, elle est interdite à la circulation,.
Les efforts financiers des communes finissent par convaincre la compagnie. Le 28 janvier 1897, son conseil d'administration approuve l'ouverture d'une halte, d'autant qu'il y a plus de neuf kilomètres entre les gares de Chelles et de Lagny - Thorigny. L'emplacement de la halte est prévu à environ quatre kilomètres après Chelles et cinq kilomètres avant Lagny. La compagnie estime également que le nombre d'habitants de ces communes (1167 à Torcy, 953 à Noisiel, 344 à Vaires et 165 à Brou) doit permettre un trafic suffisant pour la rentabilité de cet arrêt. Les travaux débutent dès l'avis positif de l'État le 22 juin 1897.

### La halte

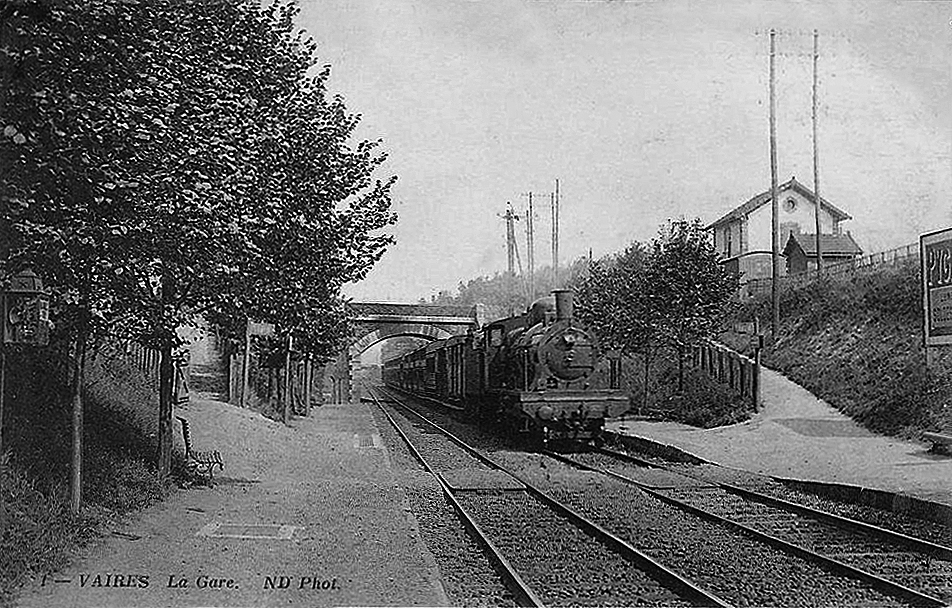
La halte de Vaires (avant 1904).

La halte de Vaires est mise en service le 12 janvier 1898 par la Compagnie des chemins de fer de l'Est.
Le bâtiment d'origine est une halte de type A des Chemins de fer de l'Est. Le bâtiment, réduit à sa plus simple expression est constitué d'une partie d'une seule travée à deux étages, abritant le logement du chef de gare, et d'une aile, d'une seule travée, où se trouvait le guichet et l'espace à disposition des voyageurs et des colis. Elle est construite en surplomb, près de la route.
Rapidement, la fréquentation est supérieure aux prévisions ; on compte 62 000 voyageurs en 1898 et 72 000 en 1899. Comme on le voit sur la photo de la halte vers 1904, l'aménagement est spartiate et les voyageurs n'ont à leur disposition que ce petit bâtiment éloigné des quais auquel on accède par des chemins en terre. Une structure en bois, peut-être la caisse d'un vieux wagon ou d'une roulotte, a été accolée à la gare. 
La commune multiplie les demandes auprès de la compagnie pour améliorer la situation, mais sans succès. Néanmoins, en 1903, la halte voit s'ajouter les noms de Noisiel et Brou à ceux de Vaires et Torcy et, en 1910, un abri est édifié sur un quai. Le 3 octobre 1911, le maire indiqua au conseil municipal que le ministère et la compagnie acceptaient le passage de simple halte au statut de gare, la commune devant apporter une subvention de 240 000 F pour des travaux estimés à 975 000 F. 
Une halle à marchandises est construite mais la construction du nouveau bâtiment voyageurs est repoussée à plus tard.

### Développement du site et création de la gare
Après le début de la Première Guerre mondiale, les autorités militaires construisent un camp de permissionnaires sur la ligne entre Chelles et Vaires. En plus des installations pour le loisir des soldats, on installe des voies de garage et de triage pour les trains militaires. Les installations sont importantes ; par exemple du côté de Vaires, il y a dix-huit voies qui desservent onze quais de débarquement. En 1919, le camp est fermé et les propriétaires réquisitionnés s'inquiètent de l'avenir de leurs terrains mais, à partir de 1920, la compagnie de l'Est, qui a décidé de reprendre les installations, rachète les parcelles pour ses propres besoins. Elle y prévoit notamment un grand triage, un dépôt de locomotives et une cité pour le logement des cheminots et leurs familles. La déclaration d'utilité publique paraît au Journal officiel du 11 avril 1924 malgré de nombreuses oppositions venant notamment de la municipalité de Vaires bien que la majorité des terrains soient situés sur la commune voisine de Chelles. À la fin des travaux, en 1932, sur 210 ha, on trouve environ 500 kilomètres de voies constituant deux triages.
Les relations entre la commune et la compagnie vont jusqu'au procès pour de multiples raisons, et c'est finalement sans la subvention de la commune que la compagnie entame la construction de la nouvelle gare voyageurs en 1933. Il s'agit d'une refonte totale du site avec élargissement de la tranchée et destruction du pont et de l'ancien bâtiment pour permettre le passage de deux voies supplémentaires, la ligne passant à quatre voies de Paris à Lagny. On construit de nouveaux quais, avec une marquise en béton armé, surplombés par une passerelle comprenant des escaliers d'accès ; le bâtiment voyageurs est le seul de tous ces éléments à être toujours présent.
Ce bâtiment est de style moderniste avec une façade en béton et reprend certains éléments traditionnels des gares de la Compagnie de l'Est construites après 1903, comme les toitures à demi-croupes, la combinaison de brique jaune et rouge et les charpentes apparentes en bois.
Cette architecture fait que le bâtiment servira de modèle pour la gare de train miniature à l'échelle 0 (1/43) du fabricant français Jep. 
Le 23 décembre 1933, est survenu entre cette gare et celle de Lagny - Thorigny l'accident ferroviaire de Lagny-Pomponne qui, avec 214 morts et 300 blessés, reste le plus meurtrier en France après l'accident ferroviaire de Saint-Michel-de-Maurienne en 1917.
En octobre 1963, les voies de garage et de triage servent de décor au tournage de la scène du bombardement du film de guerre Le Train, réalisé par John Frankenheimer et Bernard Farrel.

### Réaménagement des années 2000
Le début des années 2000 va voir une nouvelle modification importante des installations. La gare est aménagée pour le passage d'une sixième voie permettant le raccordement avec la ligne à grande vitesse Est européenne qui s'embranche un peu après la gare en direction de Meaux. Le TGV peut traverser la gare à une vitesse de 220 km/h avant d'aborder la bifurcation. Cette nouvelle configuration comporte, au centre, deux voies pour les trains sans arrêt (y compris pour les trains classiques) et, de chaque côté, deux voies avec un quai central. Pour permettre l'accès aux quais, une nouvelle passerelle est construite en bois et posée en une nuit le 29 novembre 2003. 

Nouvelle configuration à six voies
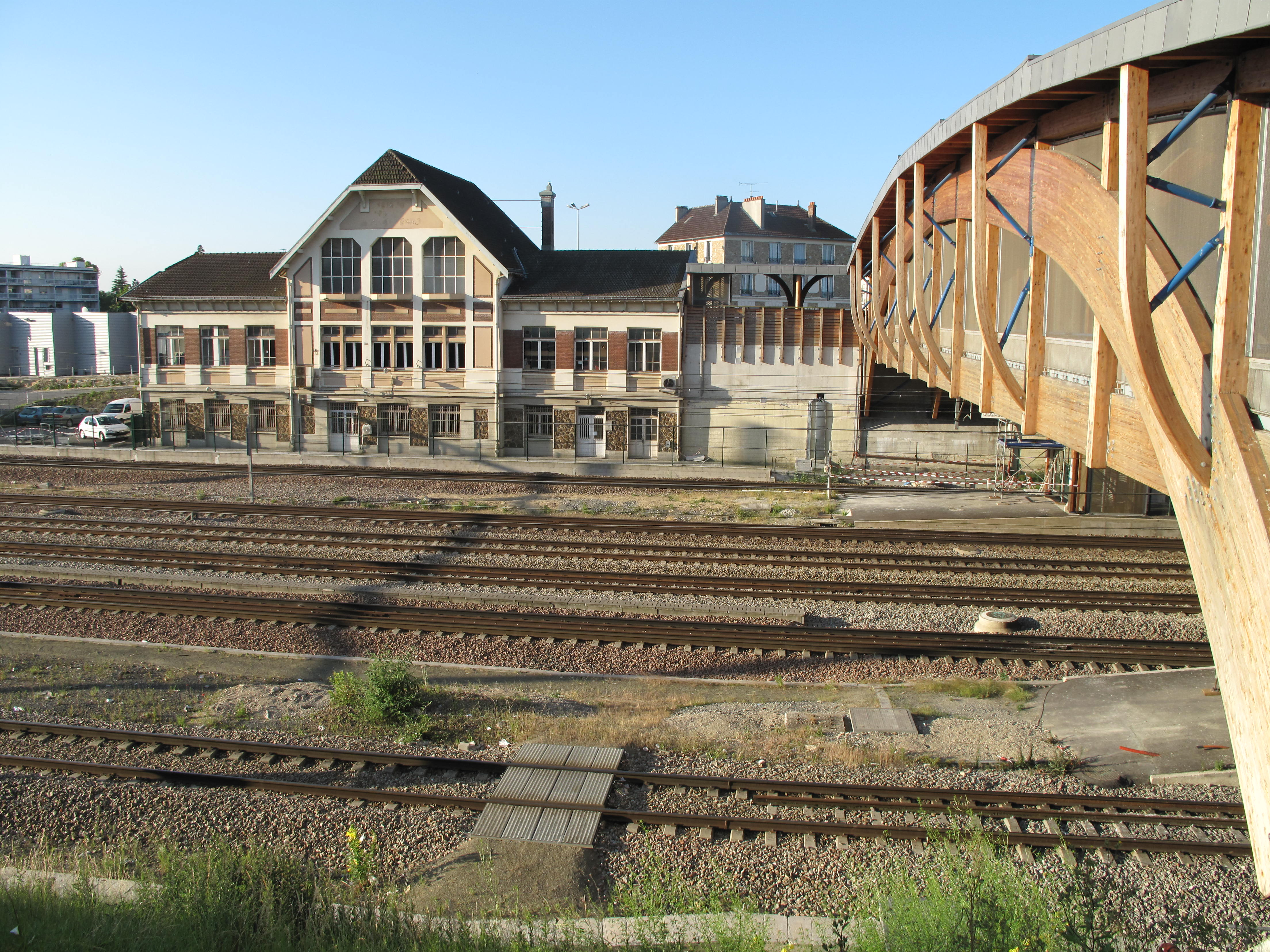
Bâtiment, voies et passerelle.
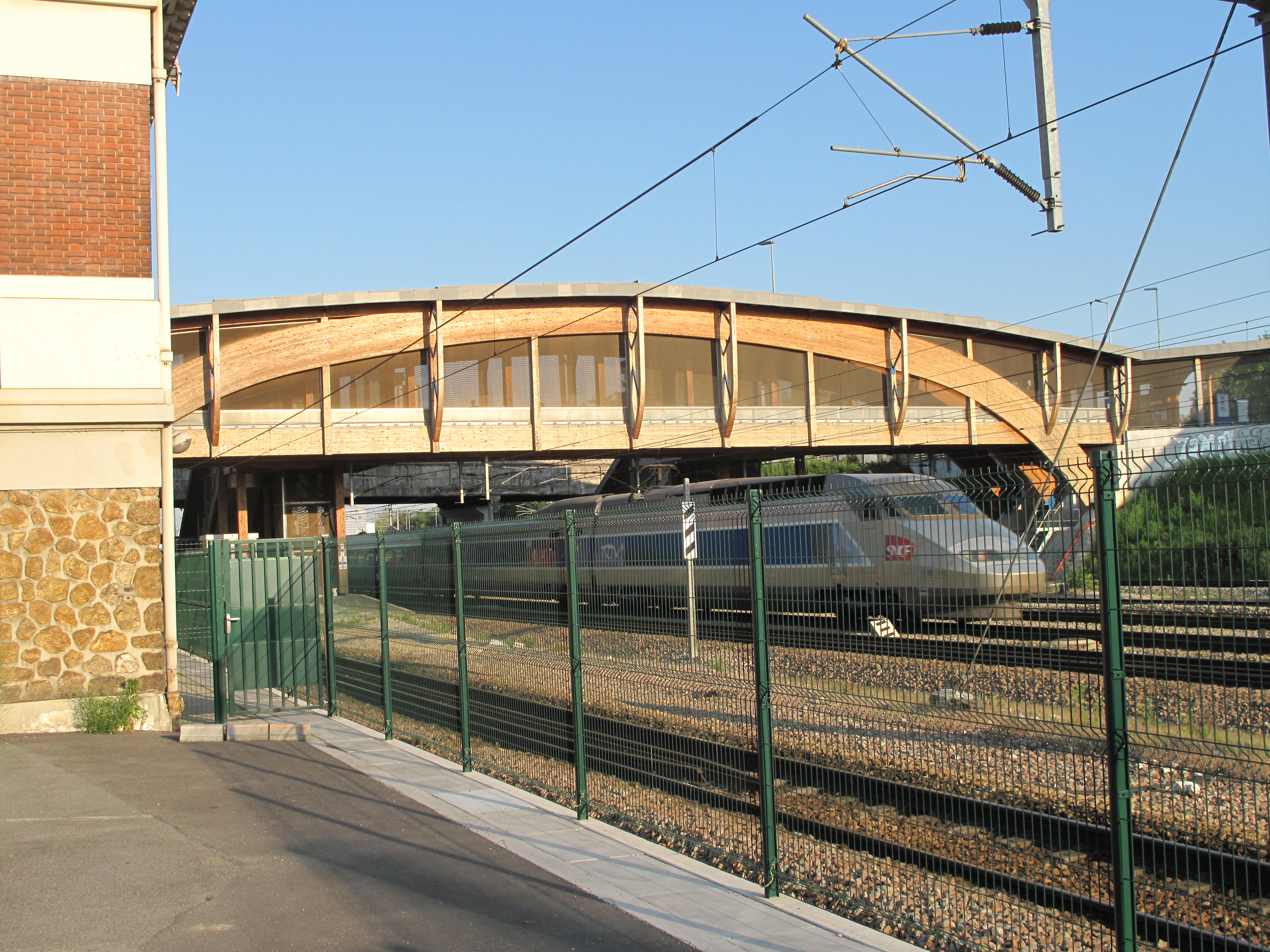
Passerelle et TGV.
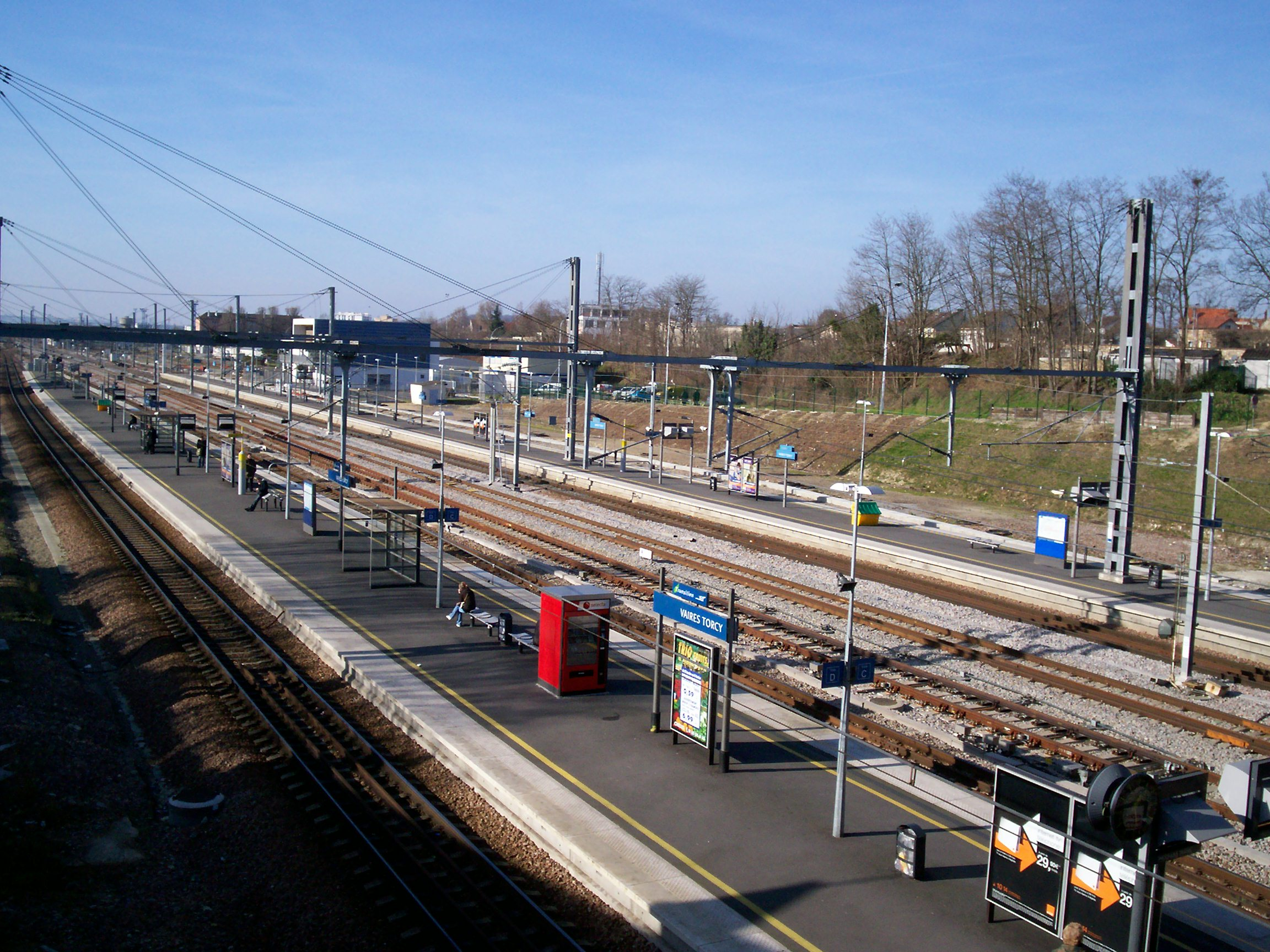
Voies et quais.

En 2022, selon les estimations de la SNCF, la fréquentation annuelle de la gare est de 1 888 489 voyageurs.

## Service des voyageurs

### Accueil

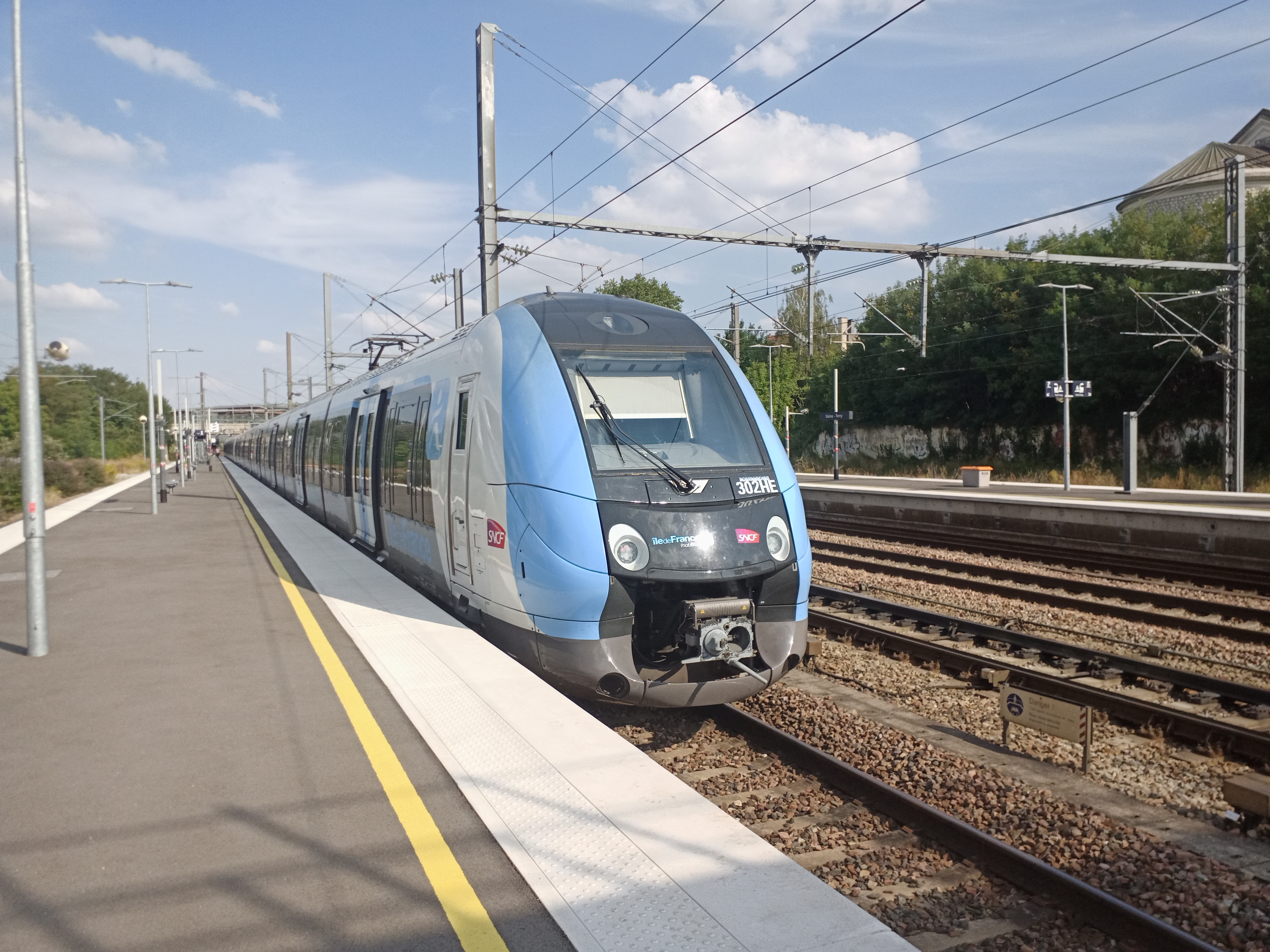
Une rame Z 50000 en gare de Vaires - Torcy, prête à partir vers Meaux.

Gare SNCF du réseau Transilien, elle offre divers services avec, notamment, une présence commerciale quotidienne et des aménagements et services pour les personnes à mobilité réduite. Elle est équipée d'automates pour la vente des titres de transport (Transilien, Navigo et Grandes lignes) ainsi que d'un « système d'information sur les circulations des trains en temps réel ». Une boutique de presse est installée en gare.

### Desserte
La gare de Vaires - Torcy est desservie par les trains de la ligne P du Transilien, sur la branche Paris - Gare de l'Est - Meaux, dans chaque sens, allant de 2 à 4 trains par heure.

### Intermodalité
La gare dispose d'un parc à vélo et de deux parkings, l'un gratuit, l'autre payant, accolés à la gare, d'une capacité de plus de 500 places.

La gare est desservie par les lignes 2, 6, 8, 421 et Express 19 du réseau de bus Marne et Brie, par la ligne 311 du réseau de bus RATP, par la ligne 2280 du réseau de bus de Marne-la-Vallée, par le service de transport à la demande « TàD Bassin chellois » et, la nuit, par la ligne N141 du réseau Noctilien. 

Installations
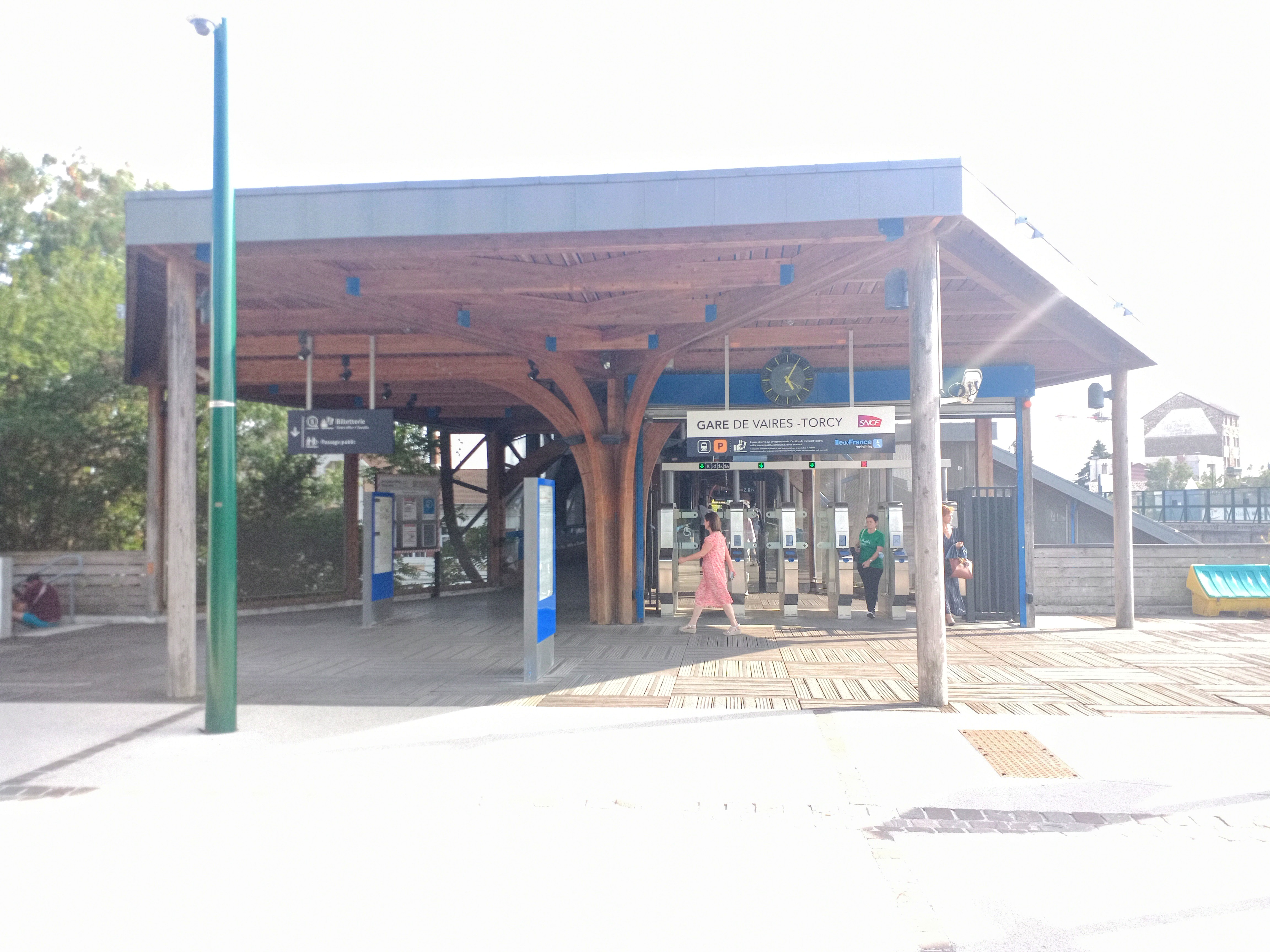
Entrée nord.
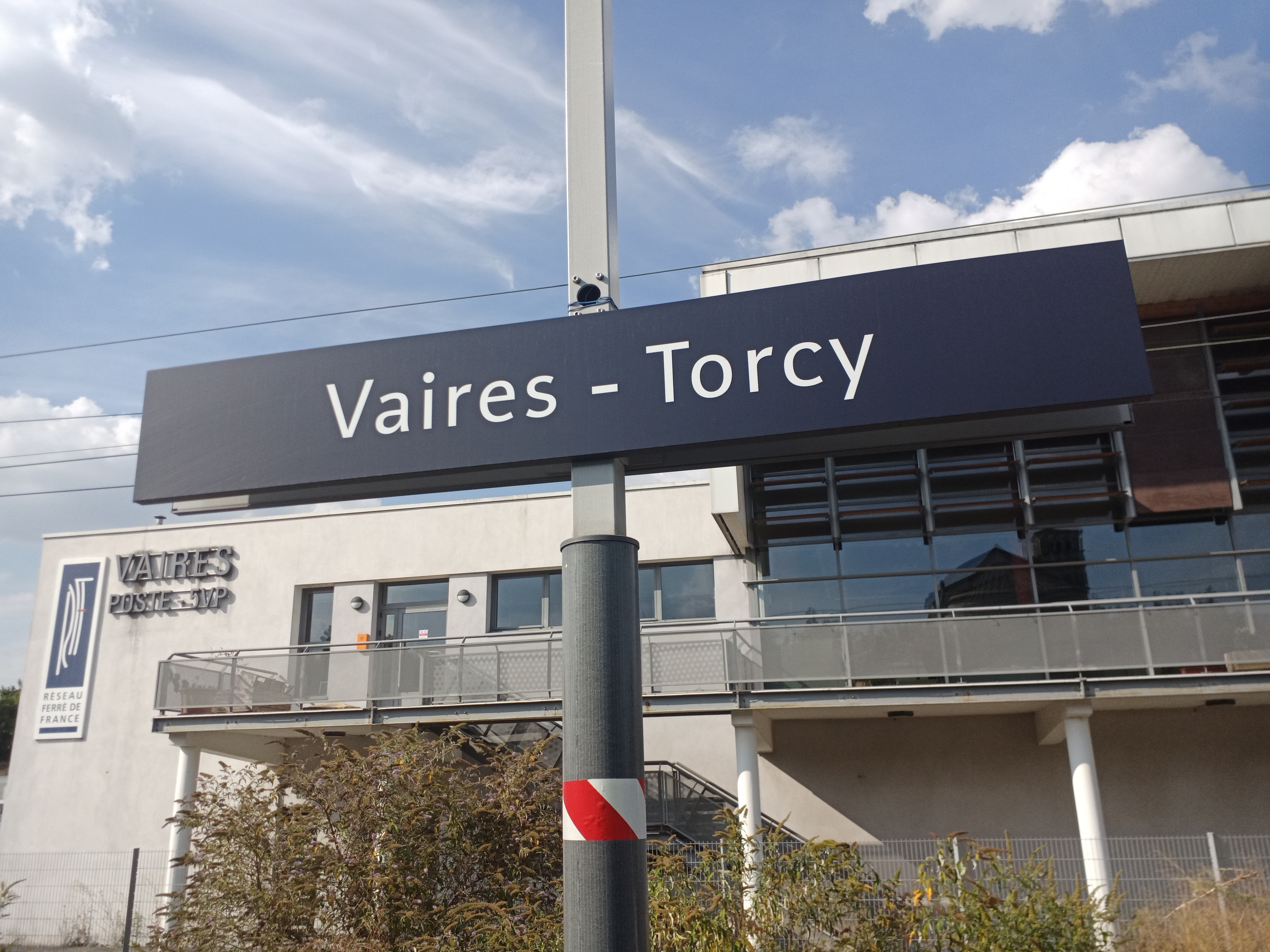
Signalétique de la gare.
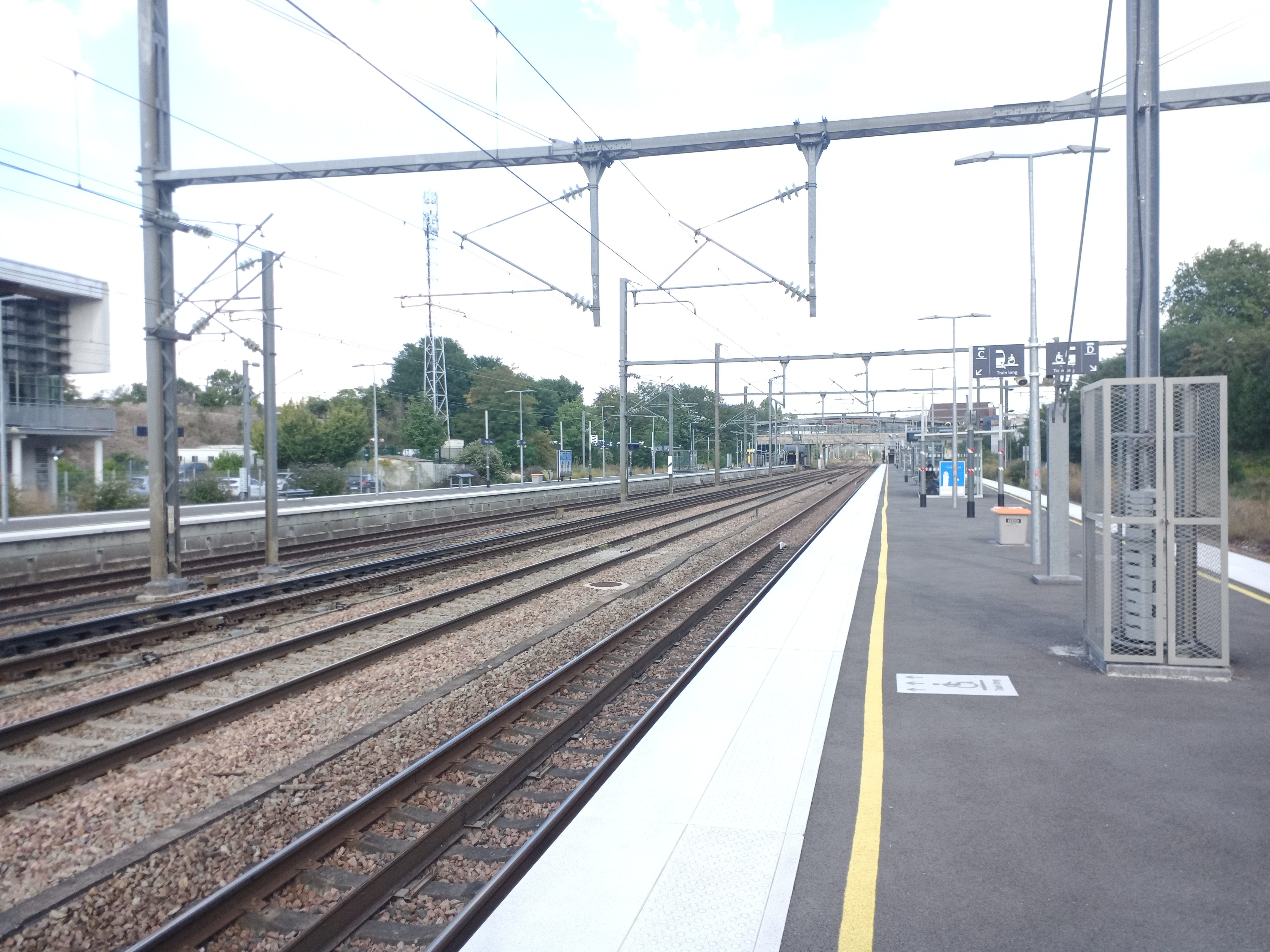
Quais.

## Projets de desserte par le RER E

### Prolongement jusqu'à Meaux
(février 2024).
Si vous disposez d'ouvrages ou d'articles de référence ou si vous connaissez des sites web de qualité traitant du thème abordé ici, merci de compléter l'article en donnant les références utiles à sa vérifiabilité et en les liant à la section « Notes et références ».
À terme, la gare de Vaires - Torcy pourrait être desservie par la ligne E du RER, dans le cadre du projet de prolongement de la branche E2, actuellement terminus en gare de Chelles - Gournay, jusqu'à la gare de Meaux. L'extension du RER E permettrait de remplacer l'actuelle liaison ligne P, entre Paris - Gare de l'Est et Meaux. Ce prolongement oriental, inscrit au schéma directeur de la région Île-de-France (SDRIF), est lié au prolongement de la ligne éponyme vers l'ouest, en raison de la saturation de la gare d'Haussmann - Saint-Lazare. Elle est provisoirement exploitée en terminus, alors qu'elle n'a pas été conçue pour cet usage. Ce prolongement ne pourra donc pas intervenir avant 2020. Cet éventuel prolongement risque de mécontenter les usagers des gares de Chelles, Vaires - Torcy, Lagny - Thorigny et Esbly, car cela entraînerait un allongement du temps de parcours avec la suppression des trains de la ligne P, directs de Paris à Chelles, en imposant une desserte omnibus sur la totalité du parcours.[réf. nécessaire]

### Branche proposée jusqu'au secteur du Val d'Europe
En plus du prolongement jusqu'à la gare de Meaux, le Schéma directeur de la région Île-de-France de 1994, avait proposé une nouvelle branche orientale du RER E, jusqu'au secteur IV (Val d'Europe) de Marne-la-Vallée. Elle aurait eu pour terminus la gare de Marne-la-Vallée - Chessy, afin d'être en connexion avec la branche Marne-la-Vallée du RER A et la gare TGV. Le prolongement jusqu'à Marne-la-Vallée - Chessy aurait permis d'établir une liaison directe entre la gare de Vaires - Torcy et le quatrième secteur de Marne-la-Vallée, comprenant son complexe touristique de Disneyland Paris.
Cette proposition d'extension du RER E jusqu'à la gare de Marne-la-Vallée - Chessy, n'a jamais été reprise dans les dernières mises à jour du SDRIF, et n'a pas fait l'objet d'études.